# Paresi
Paresi (macedónul: Пареши) település Észak-Macedóniában, a Délnyugati körzet Centar Zsupa-i járásában.

## Népesség
| Lakosok száma | 65   | 41   | 35   |      |
|               | 1948 | 1953 | 1961 | 2002 |

2002-ben lakatlan település.